# Jerzy Święch (literaturoznawca)
Jerzy Święch (ur. 1939 w Hoczwi) – polski literaturoznawca.
Absolwent filologii polskiej na UMCS (1961). Profesor zwyczajny, kierownik Zakładu Literatury Współczesnej w Instytucie Filologii Polskiej UMCS. W latach 1980–1986 był dyrektorem Instytutu Filologii Polskiej UMCS. Członek towarzystw naukowych krajowych i zagranicznych. Zajmuje się głównie literaturą okresu II wojny światowej, a także literaturą na emigracji oraz historią i teorią przekładu artystycznego. Odznaczony Złotym Krzyżem Zasługi, Medalem Komisji Edukacji Narodowej, Krzyżem Kawalerskim Orderu Odrodzenia Polski. W latach 80. wykładał także na Katolickim Uniwersytecie Lubelskim. Należał do Komitetu Nauk o Literaturze PAN. Był członkiem Centralnej Komisji ds. Stopni i Tytułów.
Autor ponad 100 prac naukowych, ogłaszanych również za granicą; w tym książek:
- "Okupacja a stereotypy. Studium z dziejów poezji konspiracyjnej 1939–1945" (1977),
- "Pieśń niepodległa. Model poezji konspiracyjnej" 1939–1945 (1982),
- "Wiersze Krzysztofa Kamila Baczyńskiego. Interpretacje" (1991),
- "Literatura polska w latach II wojny światowej" 1997,
- "Poeci i wojna" (2000), "Nowoczesność. Szkice o literaturze polskiej XX wieku" (2006)

oraz prac edytorskich, m.in. wybór poezji Baczyńskiego w serii Biblioteki Narodowej (1989) i pierwszy po wojnie w kraju tom wierszy Józefa Łobodowskiego "List do kraju" (1989).
Redaktor wielu publikacji zbiorowych, m.in. "Modele świata i człowieka. Szkice o powieści współczesnej" (1985), "Literatura a wyobcowanie" (1990), "Świadectwa i powroty nieludzkiego czasu" (1990). Przewodniczący Rady Programowej Wschodniej Fundacji Kultury „Akcent”.